# Howard (Dakota del Sud)
Howard és una població dels Estats Units a l'estat de Dakota del Sud. Segons el cens del 2000 tenia 1.071 habitants.

## Demografia
Segons el cens del 2000, Howard tenia 1.071 habitants, 493 habitatges, i 273 famílies. La densitat de població era de 439,9 habitants per km².
Dels 493 habitatges en un 24,1% hi vivien nens de menys de 18 anys, en un 44,4% hi vivien parelles casades, en un 8,1% dones solteres, i en un 44,6% no eren unitats familiars. En el 41,8% dels habitatges hi vivien persones soles el 25,8% de les quals corresponia a persones de 65 anys o més que vivien soles. El nombre mitjà de persones vivint en cada habitatge era de 2,06 i el nombre mitjà de persones que vivien en cada família era de 2,84.
Per edats la població es repartia de la següent manera: un 22,7% tenia menys de 18 anys, un 5,4% entre 18 i 24, un 21,4% entre 25 i 44, un 18,3% de 45 a 60 i un 32,2% 65 anys o més.
L'edat mediana era de 46 anys. Per cada 100 dones de 18 o més anys hi havia 78,4 homes.
La renda mediana per habitatge era de 26.544 $ i la renda mediana per família de 36.518 $. Els homes tenien una renda mediana de 26.250 $ mentre que les dones 20.054 $. La renda per capita de la població era de 15.121 $. Entorn del 5,3% de les famílies i el 9,6% de la població estaven per davall del llindar de pobresa.

## Poblacions més properes
El següent diagrama mostra les poblacions més properes.